# 18 жовтня
18 жовтня — 291-й день року (292-й у високосні роки) за григоріанським календарем. До кінця року залишається 74 дні.

## Свята і пам'ятні дні

### Міжнародні
- Євросоюз: Європейський День боротьби з торгівлею людьми (започаткований 18 жовтня 2007 Європейським Парламентом як день консолідації діяльності з підвищення рівня обізнаності щодо феномену торгівлі людьми, особливо жінками та дітьми)
- Європейський день паперового пакета.
- Всесвітній день менопаузи.
- Міжнародний день жіночого щастя. (2017)
- День без бороди.

### Національні
- Азербайджан: День незалежності Азербайджану
- США:
  - Національний день шоколадного кексу.
  - День солодощів.
- Аляска: День Аляски.
- Польща: День пошти або День листоноші.
- Хорватія: День краватки. (Necktie Day)
- Канада: День людей. (Persons Day)
- Замбія: День молитви.
- Чилі: День прапора.
- Мальдіви: Національне свято.

### Релігійні
Православ'я:
- Апостола і євангелиста Луки.
- Мученика Марина.
- Преподобного Юліана.
- Великомучениці Злати (Хриси) Мегленської[2].

## Іменини
✙ Православні: Лука, Марин, Юліан.
✝  Католицькі: Лука.

## Події
- 1009 — Храм Гробу Господнього, християнська церква в Єрусалимі, була повністю зруйнована халіфом Фатимідів Аль-Хакім бі-Амр Аллахом.
- 1016 — данці перемогли саксів у битві при Ашингдоні.
- 1081 — нормани перемогли Візантійську імперію в битві при Диррахії.
- 1210 — Папа Римський Інокентій III відлучає від церкви німецького лідера Оттона IV.
- 1239 — орди хана Батия захопили місто Чернігів.
- 1356 — стався базельський землетрус, найістотніший в історично-сейсмологічних подіях на північ від Альп, внаслідок якого було знищено місто Базель, Швейцарія.
- 1386 — Відкриття Гайдельберзького університету.
- 1561 — Четверта битва Каванакадзіма[en], Такеда Шінґен зазнає поразки від Уесуґі Кеншіна.
- 1596 — підписано Берестейську унію, на якій проголошено приєднання ряду єпархій православної Київської митрополії на чолі з митрополитом Київським, Галицьким і всієї Русі Михайлом Рогозою до Апостольської Столиці за умов підлеглості православних Папі Римському.
- 1599 — Міхай Хоробрий, князь Волощини, зазнає поразки від армії Андраша Баторі у битві під Шелімбером[en], що призвело до перших об'єднань румунського народу.
- 1648 — у Бостоні організована перша у США профспілка.
- 1667 — Голландцями в Америці заснований Брюкелен
- 1672 — Бучацький мирний договір Речі Посполитої й Османської імперії. Річ Посполита відмовилася від претензій на Правобережну Україну.
- 1748 — встановлення другого Аахенського миру, що знаменує закінчення війни за австрійську спадщину.
- 1767 — завершено проведення лінії Мейсона-Діксона, яка вирішила територіальну суперечку у британських колоніях у Америці та встановила кордон між провінціями Пенсільванією та Мерілендом.
- 1851 — у Лондоні вперше опублікований роман Германа Мелвілла «Мобі Дік».
- 1860 — Друга опіумна війна, нарешті, завершується у Конвенції Пекіна з ратифікацією договору Тяньцзіні, нерівноправний договір.
- 1867 — Російська імперія продала Аляску США.
- 1892 — Відкривається перша комерційна протяжна телефонна лінія (Чикаго — Нью-Йорк)
- 1893 — у Київському оперному театрі Сергій Рахманінов диригував своєю першою оперою «Алеко»
- 1896 — У «Нью-Йорк Джорнел» з'явилися перші комікси.
- 1898 — США вступає у права володіння Пуерто-Рико.
- 1912 — Перша балканська війна.
- 1914 — у Німецькій імперії засновано рух Schoenstatt.
- 1918 — у Львові на зборах українських депутатів австрійської Державної Ради і членів Палати Панів, українських членів галицького і буковинського сеймів було утворено Українську Національну Раду, яка очолила український національний рух в Австро-Угорській імперії.
- 1918 — проголошено Чехословацьку Республіку.
- 1922 — консорціумом було засновано Британську радіомовну компанію, для створення загальнонаціональної мережі радіопередавачів для національного мовлення у Британії.
- 1925 — американська радіопрограма «Grand Ole Opry» починає своє мовлення в Нашвіллі, штат Теннессі; найстаріше радіо-шоу США.
- 1945 — ядерна програма СРСР отримує плани плутонієвої бомби США від Клауса Фукса з Лос-Аламоської національної лабораторії.
- 1945 — група венесуельських військовиків, на чолі з Маріо Варгасом, Маркосом Пересом Хіменесом і Карлосом Дельгадо Чальбом, готують етапи перевороту проти тодішнього президента Ісайяса Медіна Ангаріта, який буде переможений до кінця дня.
- 1954 — Texas Instruments оголошує перший транзисторний радіоприймач.
- 1955 — запущено в дію Каховську ГЕС.
- 1968 — Олімпійський комітет США тимчасово усуває Томмі Сміта та Джона Карлоса через те, що вони на літніх Олімпійських іграх 1968 у Мехіко під час церемонії нагородження та виконання американського гімну підняли стислі кулаки у рукавичках на знак протесту проти расизму в США.
- 1977 — Німецька осінь: низка подій, що обертаються довкола викрадення Ганса Мартіна Шлеєра[en] та захоплення воєнного літака «Lufthansa» Фракцією Червоної Армії; усе завершується, коли Шлеєра було вбито, а члени Фракції Червоної Армії наклали на себе руки.
- 1989 — був запущений американський «Спейс Шаттл-34 Атлантіс-5» (запуск космічного апарата Галілео).
- 1991 — Азербайджан проголошує незалежність від СРСР.
- 1994 — Верховна Рада України скасувала заборону Компартії.
- 1995 — Україна вступила до Ради Європи.
- 2003 — болівійська газова війна: президент Гонсало Санчес де Лосада, змушений піти у відставку і залишити Болівію.
- 2007 — бомбардування Карачі: напад відбувся на кортеж колишнього прем'єр-міністра Пакистану Беназір Бхутто, загинуло 139 осіб, також понад 450 осіб було поранено. Бхутто сама не постраждала.

## Народились
Дивись також Категорія:Народились 18 жовтня
- 1634 — Лука Джордано, талановитий представник неаполітанської школи живопису, художник доби бароко.
- 1777 — Генріх фон Кляйст, німецький драматург, поет прозаїк. Один із зачинателів жанру оповідання.
- 1859 — Анрі Бергсон, французький філософ.
- 1865 — Чехов Михайло Павлович, письменник, театральний критик українського походження. Молодший брат і біограф письменника Антона Павловича Чехова.
- 1868 — Євгенія Ярошинська, українська письменниця.
- 1876 — Сергій Єфремов, український державний діяч, історик літератури, академік Української академії наук, віцепрезидент ВУАН
- 1894 — Тібор Дері, угорський прозаїк, поет, драматург, перекладач і журналіст.
- 1902 — Марія Сокіл (Рудницька), українська оперна співачка-сопрано
- 1919 — П'єр Трюдо, прем'єр-міністр Канади у 1968—1979 і 1980—1984 роках
- 1925 — Раміз Алія, керівник Народної Соціалістичної Республіки Албанія з 1985 до 1992 року.
- 1927 — Здзіслав Мархвіцький, польський серійний вбивця
- 1931 — Вітаутас Ландсберґіс, литовський політик, музикознавець і мистецтвознавець, публіцист.
- 1945 — Василіюс Матушевас, радянський волейболіст, олімпійський чемпіон (†1989).
- 1946 — Богдан Скробут, український поет, дослідник голодомору в Україні 1932-33 років, політичний та громадський діяч, ліквідатор аварії на ЧАЕС, політичний в'язень СРСР.
- 1956 — Мартіна Навратілова, американська тенісистка чеського походження.
- 1960 — Жан-Клод Ван Дам, американський і бельгійський актор, сценарист і кінорежисер.
- 1964 — Чарльз Штросс, британський письменник-фантаст.
- 1978 — Сюлань Майя, тайванська співачка.
- 1984 — Фріда Пінто, індійська актриса.
- 1987 — Олеся Повх, українська легкоатлетка, бронзова призерка Олімпійських ігор.

## Померли
Дивись також Категорія:Померли 18 жовтня
- 1678 — Якоб Йорданс, фламандський художник, один з видатних представників фламандського бароко.
- 1871 — Чарлз Беббідж, британський математик, винахідник першої обчислювальної машини.
- 1893 — Шарль Гуно, французький композитор, диригент.
- 1931 — Томас Алва Едісон, американський вчений і винахідник електричної лампочки і фонографа, загалом мав більш 1000 патентів.
- 1941 — Володимир Свідзінський, український поет, перекладач, спалений живцем НКВС.
- 1983 — Варвара Каринська, українська й американська дизайнерка одягу, авторка сценічних костюмів для кіно та балету, співавторка сучасної балетної пачки, володарка премії «Оскар» (1948) за дизайн костюмів для фільму «Жанна д'Арк».
- 1995 — Франко Фабріці, італійський актор.
- 2015 — Адам Зерталь, ізраїльський археолог, професор Хайфського університету.